# Кропивницкая городская община
Кропивницкая городска́я общи́на (укр. Кропивницька міська громада) — территориальная община в Кропивницком районе Кировоградской области Украины.
Административный центр — город Кропивницкий.
Население составляет 233 820 человек. Площадь — 104,9 км².

## Населённые пункты
В общину входят 2 населённых пункта:
- Город Кропивницкий
- Новенский старостинский округ:
  - посёлок Новое

## Состав совета общины
Кропивницкий городской совет состоит из городского главы совета и 42 депутатов (до 2015 года было 76 депутатов).
- Глава совета: Андрей Райкович.
- Секретарь совета: Олег Колюка[3].